# William Fulton
William Edgar Fulton (Naugatuck, 29 agosto 1939) è un matematico statunitense, attivo nel campo della geometria algebrica. Nel 1994 e nel 2010 gli è stato assegnato il premio Steele, la prima volta per i suoi contributi all'insegnamento, la seconda per i risultati ottenuti durante la sua carriera.